# Pseudapis anthidioides
Pseudapis anthidioides är en biart som först beskrevs av Carl Eduard Adolph Gerstäcker 1857.  Pseudapis anthidioides ingår i släktet Pseudapis och familjen vägbin. Inga underarter finns listade i Catalogue of Life.